# L. Richardson Preyer
Lunsford Richardson "Rich" Preyer, född 11 januari 1919 i Greensboro, North Carolina, död 3 april 2001 i Greensboro, North Carolina, var en amerikansk jurist och politiker (demokrat). Han var ledamot av USA:s representanthus 1969–1981.
Preyer tjänstgjorde i USA:s flotta 1941–1946 och arbetade som advokat i både New York och Greensboro. Han tjänstgjorde som domare i North Carolinas överrätt 1956–1961 samt i en federal domstol 1962–1963 och kandiderade utan framgång i guvernörsvalet i North Carolina 1964.
Preyer ligger begravd på Green Hill Cemetery i Greensboro.